# Josh Farro
Josh Farro, född 29 september 1987, var en av gitarristerna i det amerikanska bandet Paramore. Han är bror till bandets förra trumslagare Zac Farro. Josh och Zac lämnade bandet i december 2010.